# Anihilacja pola magnetycznego
Anihilacja pola magnetycznego – gwałtowna zamiana energii pola magnetycznego na energię termiczną i kinetyczną w szeregu procesów fizycznych zachodzących w obszarze gwałtownej (przestrzennie) zmiany pola magnetycznego. Jeden z głównych mechanizmów powstawania rozbłysków słonecznych i gwiazdowych.
Gdy na styku pól magnetycznych o przeciwnych kierunkach poruszają się cząstki obdarzone ładunkiem, w wyniku zmian pola magnetycznego indukuje się pole elektryczne, które zmienia ruch cząstek (przyspieszanie elektronów, jonów oraz protonów), czyli wywołuje prąd elektryczny. Obszar ten nazywany jest warstwą prądową. Rozpędzone cząstki zderzając się z innymi cząstkami tracą energię, co makroskopowo jest postrzegane jako rozgrzewanie przewodnika w wyniku płynięcia w nim prądu (prawo Joule’a). Proces ten podgrzewa plazmę znajdującą się w warstwie prądowej (zamiana energii pola magnetycznego w energię termiczną).
W warstwie prądowej mogą również występować niestabilności (np. typu kink oraz niestabilności prądowe), które prowadzą do chaotyzacji/turbulencji pola. Dla takiego wypadku mechanizm przyspieszania w warstwie prądowej jest nieefektywny.
Konkretny przebieg anihilacji może być realizowany na różne sposoby, w zależności od konfiguracji pola magnetycznego. Jednym z przykładów efektywnej anihilacji pola jest model Petscheka.

## Energia anihilacji
Pole magnetyczne zawiera energię. W jednostce objętości przestrzeni, w której jest pole magnetyczne zawarta jest energia:
{\displaystyle E={\frac {1}{2}}{\frac {\mathbf {B} ^{2}}{\mu \mu _{0}}},}
gdzie:
{\displaystyle E} – gęstość energii pola magnetycznego w danym punkcie,
{\displaystyle \mathbf {B} } – indukcja magnetyczna,
{\displaystyle \mu } – względna przenikalność magnetyczna ośrodka,
{\displaystyle \mu _{0}} – przenikalność magnetyczna próżni.

## Magnetohydrodynamika
Z punktu widzenia magnetohydrodynamiki i wynikającego podstawowego w niej równania kinematycznego:
{\displaystyle {\frac {\partial \mathbf {B} }{\partial t}}=\nabla \times \left(\mathbf {u} \times \mathbf {B} \right)+\eta \nabla ^{2}\mathbf {B} ,}
gdzie:
{\displaystyle \nabla } – operator nabla,
{\displaystyle \mathbf {B} } – indukcja magnetyczna,
{\displaystyle \mathbf {u} } – prędkość ruchu ośrodka,
{\displaystyle \eta } – dyfuzyjność magnetyczna, współczynnik opisujący ośrodek (współczynnik ten jest proporcjonalny do oporu właściwego ośrodka).
Pierwszy składnik po prawej stronie tego równania opisuje zjawisko sprzężenia pola magnetycznego z ośrodkiem doskonale przewodzącym prąd. Oznacza pełne zgranie ruchów ośrodka i pola magnetycznego tzw. pole wmrożone. Takie zmiany pola związane są wyłącznie z jego przenoszeniem z miejsca na miejsce i nie są z nimi związane zmiany energii pola.
Za proces anihilacji pola magnetycznego odpowiedzialny jest tylko drugi składnik prawej strony powyższego równania, po pominięciu pierwszego składnika pozostaje równanie:
{\displaystyle {\frac {\partial \mathbf {B} }{\partial t}}=\eta \nabla ^{2}\mathbf {B} .}
Równanie to jest analogiem równania zjawiska dyfuzji.
Energia pola magnetycznego jest tracona podczas anihilacji dzięki temu, że ośrodek posiada niezerowy opór elektryczny.